# Vanantsi
Els Vanantsi o Vanandatsi van ser una família de nakharark (nobles) d'Armènia amb feu hereditari al districte de Vanand a la província de l'Airarat.
Aravand Vanantsi era nakharar a la regió del Vanand cap a l'any 445. El nakharar Tathul va participar en la rebel·lió nacional del 451, quan Vardanes II Mamiconi es va revoltar contra el rei persa Isdigerdes II. Vren, de la mateixa família, governava durant la dècada del 480. S'esmenten fins al segle vii.